# Christmas Lights
«Christmas Lights» —en español: «Luces de Navidad»— es una canción y sencillo de la banda británica Coldplay, lanzada el miércoles 1 de diciembre de 2010 como descarga digital.

## Lanzamiento y promoción
La fecha de lanzamiento del sencillo fue anunciada a través de la página oficial de Coldplay el 24 de noviembre de 2010. Una cuenta regresiva en minutos y segundos para el 1 de diciembre, 20:00 GMT, apareció en la página principal del sitio web, acompañado de un archivo GIF animado de la carátula del álbum.
Coldplay lanzó tres "making-of de los videos de iTunes a través de su página Ping, que muestra la creación del video musical. Otro video también fue lanzado en su página web, dando una vista previa del video musical y la canción en sí, y más 'making-of'" material de archivo.

## Video musical
Coldplay comenzó a filmar el video musical el 24 de noviembre. El video comienza con la puesta en marcha de un tocadiscos, y la cámara panorámica a través de un piano autoejecutable, a continuación, los cuatro miembros de la banda. Martin empieza a cantar el primer verso mientras la cámara se aleja para mostrar el piano, luego de vuelta. Martin ha cambiado su posición, y el resto de la banda no están por ningún lado. A continuación, comienza a tocar el piano, que ahora está en un escenario frente al Támesis. Las cortinas se abren para mostrar al resto de la banda, que se unen en la reproducción de la canción, acompañada con fuegos artificiales y tres Elvis tocar el violín (los cuales son amigos de la banda: el actor británico Simon Pegg, el antiguo representante de la banda, Phil Harvey, y Tim Crompton, amigo de la banda y líder de The High Wire). Un centenar de fanáticos de la banda aparecen en el video musical, que lanza globos de colores de un barco en el Támesis, mientras cantaba junto a una parte de la canción.
El video fue dirigido por Mat Whitecross, un viejo amigo de la banda y director de varios de los videos musicales de Coldplay otros, tales como "Bigger Stronger" y "Violet Hill".
Apenas unas horas después del lanzamiento del video fue retirado de YouTube después de que la IFPI sostuvo que hubo una violación del derecho de autor, a pesar de que el video apareciera en uno de los canales oficiales de Coldplay. Aunque, después el video volvió a publicarse el 21 de diciembre.

## Versiones
- Yellowcard grabó la versión «Christmas Lights» de la compilación del álbum Punk Goes Christmas en 2013.

## Lista de canciones
1. «Christmas Lights» – 4:02

## Posicionamiento en listas
| Listas (2010-11)                      | Mejor posición |
| ------------------------------------- | -------------- |
| Alemania (Offizielle Deutsche Charts) | 26             |
| Australia (ARIA)                      | 32             |
| Austria (Ö3 Austria Top 40)           | 40             |
| Canadá (Canadian Hot 100)             | 18             |
| España (Top 100 Canciones)            | 14             |
| Estados Unidos (Billboard Hot 100)    | 25             |
| Estados Unidos Rock Songs (Billboard) | 46             |
| Estados Unidos (Adult Contemporary)   | 28             |
| Finlandia (OFC)                       | 3              |
| Italia (FIMI)                         | 2              |
| Letonia (European Hit Radio)          | 17             |
| Nueva Zelanda (Recorded Music NZ)     | 34             |
| Noruega (VG-lista)                    | 8              |
| Países Bajos (Mega Single Top 100)    | 2              |
| Polonia (Polish Singles Chart)        | 23             |
| Eslovaquia (IFPI)                     | 72             |
| Reino Unido (UK Singles Chart)        | 13             |
| Suecia (Sverigetopplistan)            | 25             |
| Suiza (Schweizer Hitparade)           | 46             |

| Listas (2010)         | Mejor posición |
| --------------------- | -------------- |
| Dutch Singles Chart   | 97             |
| Italian Singles Chart | 97             |